# Шимко Олександр Артурович
Олекса́ндр Арту́рович Шимко́ (*4 серпня 1977) — сучасний український композитор, піаніст. Народився 4 серпня 1977 року в місті Борщів на Тернопільщині в Україні.

## Життєпис
В 1997 році закінчив Чернівецьке музичне училище ім. С.Воробкевича, як піаніст. В 1998—2002 роках навчався в Національній музичній академії України ім. П. І. Чайковського на кафедрі композиції в класі професора Ю. Я. Іщенко. У 2002—2005 роках асистент — стажист кафедри композиції тієї ж академії. З 2003 року є членом Національної спілки композиторів України. З 2004 року є головою молодіжної комісії в Київській організації Національної спілки композиторів України. У 2004 році отримав стипендію Київського міського голови для обдарованої молоді. У 2005 році стажувався в музичній академії ім. К.Шимановського (як стипендіат — «Gaude Polonia» Міністерства культури Польщі)) в класі композиції професора Олександра Ласоня. У 2006 році стає стипендіатом фундації «Ernst von Siemens Musikstiftung». З 2006 по 2008 рік працював консультантом в КО НСКУ. З 2007 року керівник музичної частини Національного академічного театру російської драми ім. Лесі Українки (нині Національний академічний драматичний театр імені Лесі Українки).
Лауреат премії Міністерства культури України ім. Л.Ревуцького (2007).
Член організаційного комітету XVII Міжнародного фестивалю «Музичні прем'єри сезону»(2007).
З 2007 року член Правління КО НСКУ. Організатор і музичний директор фестивалю «Музична Трибуна Київської Молоді» [Архівовано 19 червня 2008 у Wayback Machine.] (2008).
Твори композитора виконують відомі українські та закордонні виконавці:
Національний Академічний симфонічний оркестр України, Національний Симфонічний Оркестр Державної Телерадіокомпанії України, Академічний симфонічний оркестр львівської філармонії, камерний оркестр будинку органної музики (Дніпропетровськ), камерний ансамбль «Archi», Український академічний фольклорно-етнографічний ансамбль «Калина», «Оркестр Нової Музики» (Польща), тріо «Taratto» (Польща),Національний ансамбпь солістів «Київська камерата»,Київський муніципальний камерний хор «Хрещатик»
Учасник багатьох міжнародних фестивалів сучасної музики:
«Музичні прем'єри сезону», «Київ Музик Фест», «Варшавські музичні зустрічі», фестиваль «Нової Музики» (Польща), «Фестивалі Краківських композиторів» (Польща), «Оксамитна Куртина II».

## Твори

### для симфонічного оркестру:
- Симфонія № 1 (2004—2006)

— «Гімн життя»
— «Океан життя»
— «Пульс життя»
- Симфонія № 2"Genesis" (2006)

- Симфонія № 3 «Elysium» (2010)
- Симфонія № 4 (2013)

### для мішаного хору та симфонічного оркестру:
- «Гімн сонцю» кантата на слова М.Волошина (2003)

- «Небесна механіка»(2003—2004)

### для хору a cappella:
- «Пісні моря»(2007)кантата на слова Марії Дружко

— «Самотність»
— «Пісня Щогли»
— «Гімн Морю»

### балет
- «Обранець Сонця» (2006) [Архівовано 5 березня 2016 у Wayback Machine.](лібрето та постановка А. Рубіної)

### концерти:
- концерт для фортепіано і симфонічного оркестру № 1 (2002)

- концерт для фортепіано і симфонічного оркестру № 2 (2007)
- концерт для скрипки і симфонічного оркестру (2012)
- концерт для скрипки та альта і симфонічного оркестру (2014)

### твори для камерного оркестру:
- «Книга Казок» —

I «Містичні танці» (2004)
II «Сни старого лісу» (2005)
III «Перевтілення» (2005)
- «Час Водолія» (2005,2007)
- «Гімн Самотності» на слова Г.Пошвятовскої (2007)
- «Kallisti» (2009)
- «Etnica» (2009)
- «Equilibrium» (2011)
- «OffLife» (2013)

### камерні ансамблі:
- «Три діалоги» —

№ 1"Два Птахи" (2004) — для двох флейт
№ 2"Тиша" (2005) — для фортепіано та арфи
№ 3"Тіні і Світло" (2005) — для скрипки та віолончелі
- «Книга таємниць ночі» (2005) — для флейти, альта і арфи

### для фортепіано:
- «Буревісник» (1997)
- «Sharme» (2002)